# Ед Дейві
Едвард Джонатан «Ед» Дейві (англ. Edward Jonathan «Ed» Davey; нар. 25 грудня 1965, Ноттінгем, Англія) — британський політик, ліберал-демократ, член Палати громад від округу Kingston and Surbiton з 1997 по 2015, Міністр енергетики та зміни клімату з 2012 по 2015 в уряді Девіда Кемерона. Один з лідерів партії Ліберальних демократів.

## Життєпис
Його батько був юристом, а мати вчителькою. У 15 років він залишився сиротою і був узятий на піклування бабусею і дідусем. Здобув ступінь бакалавра з філософії, політології та економіки в Оксфорді, а потім ступінь магістра з економіки у Лондонському університеті. З 1993 по 1997 він займався консалтингом.
У 1995 році Дейві отримав Медаль за хоробрість, після того, як він на залізничному вокзалі Clapham Junction у Лондоні витягнув жінку, яка випадково впала з платформи. У 2005 році він одружився з колегою по партії, яка у 2010 році безуспішно намагалась стати членом парламенту. Має сина.